# Jean-Claude Soyer
 (décembre 2016).
Si vous disposez d'ouvrages ou d'articles de référence ou si vous connaissez des sites web de qualité traitant du thème abordé ici, merci de compléter l'article en donnant les références utiles à sa vérifiabilité et en les liant à la section « Notes et références ».
Jean-Claude Soyer, né le 10 mars 1929 au Havre et mort le 10 juillet 2016 à Boulogne-Billancourt, est un juriste et universitaire français.

## Biographie
Jean-Claude Soyer a longtemps dirigé l'Institut de criminologie et droit pénal de Paris, est professeur émérite de l'université Panthéon-Assas (Paris II). Il a été membre du Conseil supérieur de la magistrature (1979-1982) et de la Commission européenne des droits de l'homme (1981-1999).
Il a été membre du Club de l'horloge.

## Travaux

### Personnalité morale
Il soutient la thèse de la réalité de l'existence de la personne morale. Selon cette thèse, cette dernière est capable de se voir conférer des droits et d'en jouir. Un opposant à cette théorie, qui pensait que la personne morale ne saurait profiter de ce statut de sujet de droit, Gaston Jèze, avait déclaré : « Je n'ai jamais déjeuné avec une personne morale ». Jean-Claude Soyer avait répliqué à ceci une phrase qui fonde sa position vis-à-vis de la question : « Moi non plus, mais je l'ai souvent vue payer l'addition »[source insuffisante].

## Décorations
- Officier de la Légion d'honneur (1996)[6]